# Darkman II – Durants Rückkehr
Darkman II – Durants Rückkehr ist ein US-amerikanischer Actionhorrorfilm aus dem Jahr 1995, der die Fortsetzung zu Darkman (1990) bildet und als Direct-to-Video-Produktion veröffentlicht wurde. Der dritte Teil, Darkman III – Das Experiment, erschien 1996. Der Film erschien in Deutschland am 20. Dezember 1995 auf Video. Die Indizierung des Films wurde im November 2021 nach Ablauf der 25-Jahresfrist wieder aufgehoben.

## Handlung
In einer stürmischen Nacht mit Blitz und Donner werden einige zwielichtige Gestalten in eine luxuriöse Villa gerufen.
Ihr Boss, Robert G. Durant, der nach dem Sturz aus einem Helikopter im Koma lag, kommt wieder zu Bewusstsein und plant sogleich wieder ins kriminelle Geschehen der Stadt einzugreifen, indem er das Monopol auf den Waffenhandel erringt. 
Zunächst befreit er einen verrückten Wissenschaftler und Waffennarr aus der geschlossenen Anstalt, um mit dessen Hilfe eine völlig neuartige Waffe herzustellen. Danach macht er sich auf die Suche nach einem geeigneten Fabrikationsort, der genügend Energiepotenzial für die Massenproduktion besitzt.
Peyton Westlake bekommt von all dem zunächst nichts mit, er hat sich in einem stillgelegten U-Bahn-Tunnel eingenistet und verbringt seine Tage mit der Perfektionierung seiner synthetischen Haut, die noch immer im Licht nach nur 99 Minuten wieder zerfällt. Kapital für seine Forschung holt er sich von Kriminellen, die ihm nachts in den Straßen über den Weg laufen. Eines Tages wird er auf einen Artikel in einer Fachzeitschrift aufmerksam, demzufolge ein anderer Wissenschaftler namens David Brinkman ebenfalls an einer Methode zur Synthetisierung von Hautzellen arbeitet, der in seiner Arbeit bereits weitergekommen zu sein scheint, denn seine künstliche Haut bleibt länger stabil. Westlake nimmt Kontakt zu Brinkman auf, und die Chemie zwischen den beiden stimmt auf Anhieb. Es scheint, dass, wenn sie zusammenarbeiten, sie endgültig einer Lösung gegen den Zellverfall auf die Spur kommen können.
Durant jedoch glaubt im stillgelegten Gelände von Brinkman Industries fündig geworden zu sein. Doch der dort forschende Brinkman denkt nicht an einen Verkauf seines Geländes, also lässt Durant ihn zunächst von seinen Schlägern foltern und dann töten. Als Westlake ihn findet, bemerkt er, dass man Brinkman einen Finger abgeschnitten hat und erkennt darin das Markenzeichen Durants. Außer sich vor Wut schwört er erneut Rache. 
Nachdem er Brinkman ermordet hat, versucht Durant nun mit dessen Schwester Laurie ins Geschäft zu kommen, und zunächst ist sie auch bereit, das Grundstück zu verkaufen, ändert jedoch ihre Meinung, als sie von Westlake erfährt, wer wirklich für den Tod ihres Bruders verantwortlich ist. 
Obwohl Dr. Hathaway, der Waffenspezialist, inzwischen Erfolge verzeichnen konnte und eine Art Laserkanone im „handlichen“ Gewehrformat konstruiert hat, ist Durant nicht vollauf zufrieden. 
Westlake hat wieder begonnen, mithilfe seiner Gesichtsmasken seine Organisation zu unterwandern und beseitigt einen Schläger nach dem anderen. 
Durant sieht sich gezwungen, seine Vorgehensweise direkter zu gestalten. Er entführt Laurie und droht ihr mit dem Schicksal ihres Bruders, sollte sie nicht kooperieren. Nebenbei ist er kurz davor ein Millionengeschäft mit einer Gruppe Neo-Nazis abzuschließen, die mit den neuartigen Waffen Amerika „säubern“ wollen. Allerdings macht Westlake ihm wieder einen Strich durch die Rechnung. Mit einigen geschickten Täuschungsmanövern kann er die beiden Gruppen gegeneinander ausspielen, sodass die meisten Kriminellen in einem Kugelhagel umkommen. Durant selbst versucht zu entkommen, wird jedoch von Westlake mitsamt seiner gepanzerten Limousine in die Luft gesprengt und endgültig getötet.
Laurie ist gerettet, bleibt aber allein zurück, und Darkman verschwindet in der Nacht.

## Kritiken
- Lexikon des internationalen Films: „Uninspirierte Fortsetzung eines Horrorfilms, die außer einer synthetischen Geschichte, kruden Horroreffekten und lärmender Actionunterhaltung wenig zu bieten hat.“[2]

- Cinema bezeichnete den Film als „Billig-Aufguß“, der „genügend trashig-gestylte Atmosphäre für einen lustigen Horrorabend“ biete.[3]

## Fortsetzungen
- 1996: Darkman III – Das Experiment, mit Arnold Vosloo und Jeff Fahey

## Hintergründe
Gedreht wurde in Toronto. 